# C24 (Namibië)
De C24 is een secundaire weg in het westen van Namibië. De weg loopt van Aranos naar Ababis. In Rehoboth sluit de weg aan op de B1 naar Windhoek en Kaapstad.
De C24 is 159 kilometer lang en loopt door de regio's Hardap en Khomas.